# Koppel (Berg)
Die Koppel (auch „der“ Koppel) ist eine 136,1 m ü. NHN hohe Erhebung in der Ortsgemeinde Rheinbreitbach im rheinland-pfälzischen Landkreis Neuwied.

## Geographie
Der Berg erhebt sich als Rheinbreitbacher Hausberg spornartig direkt oberhalb des Ortszentrums zwischen dem zur Breiten Heide hinaufführenden Lötzelingstal im Norden und dem Tal des Breitbachs im Süden. Naturräumlich lässt er sich der Linzer Terrasse der Mittelrheinischen Bucht zurechnen. Bei gutem Wetter kann man von dem Gipfelplateau aus den Kölner Dom und bis weit in die Eifel hinein sehen.

## Geologie
Auf der Koppel sind Einebnungen der sogenannten Muffendorfer Mittelterrasse des Rheins zu erkennen.

## Geschichte
Die Koppel war früher zur Ortsseite hin weinbestanden mit den Weinlagen Koppel und Unterm Heilig. An der „Koppelsheck“ genannten Nordseite wurde damals Ramholz kultiviert, aus dem Pfähle zum Anbinden der Rebstöcke hergestellt wurden.
Im Jahre 1844 wurde auf der Koppel durch Rheinbreitbacher Junggesellen erstmals ein Gipfelkreuz („Koppelkreuz“) aufgestellt in Form eines aus Kelterbäumen von alten Wagekeltern hergestellten über sechs Meter hohen Holzkreuzes. 1890 wurde es durch einen Buschbrand zerstört und im Juni 1891 durch ein im Auftrag des Junggesellenvereins von einem Schlossermeister angefertigtes Eisenkreuz ersetzt. Es war 10 Meter hoch bei einer Balkenweite von acht Metern und einem Gewicht von 1350 kg. Nach dem Ersten Weltkrieg ergänzte 1925 eine Gedenktafel für die in diesem Krieg gefallenen Ortsbewohner das Kreuz. 1933 wurde auf dem Gipfelplateau eine Umfassungsmauer errichtet. Spätestens nach dem Zweiten Weltkrieg endete der Weinanbau an der Koppel, die daraufhin zunehmend verbuschte. 1953 wurde die bisherige Gedenktafel durch drei neue für die Gefallenen und Vermissten aus nunmehr beiden Weltkriegen ersetzt. 1956 froren alle verbliebenen Weinstöcke ab, sodass sich nunmehr das Erscheinungsbild des Bergs endgültig wandelte. Anlässlich der Tausendjahrfeier Rheinbreitbachs im Jahre 1974 wurde das Eisenkreuz auf der Koppel durch ein neues ersetzt, 1985 die Gedenktafeln von 1953 erneuert.
Nachdem die Sichtachse zwischen dem Gipfelkreuz und dem Ortszentrum über Jahre zugewachsen war, wurde für deren Wiederherstellung Anfang 2017 eine Schneise freigeschlagen. Das Gipfelplateau ist im Besitz mehrerer privater Grundstückseigentümer.

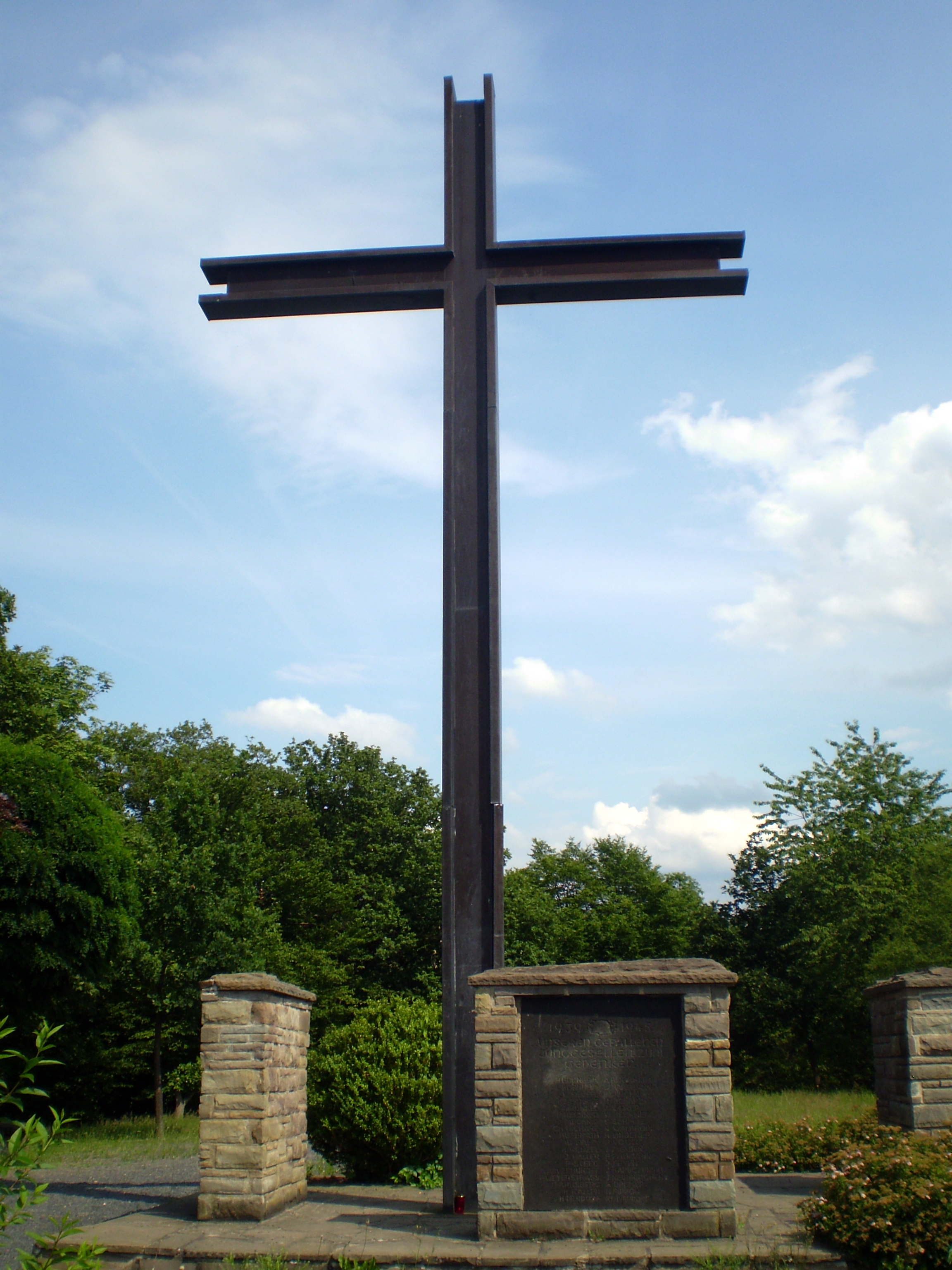
Koppelkreuz